# بيانكا بويتنداغ
بيانكا بويتنداغ (مواليد 9 نوفمبر 1993) هي راكبة أمواج جنوب أفريفية، فازت بالميدالية الفضية في أولمبياد 2020.